# Telophorus dohertyi
Telophorus dohertyi е вид птица от семейство Malaconotidae.

## Разпространение
Видът е разпространен в Бурунди, Демократична република Конго, Кения, Руанда и Уганда.